# 비안카 발티
비안카 발티(Bianca Balti, 1984년 3월 19일 ~ )는 이탈리아의 모델이다.